# (14679) Susanreed
(14679) Susanreed est un astéroïde de la ceinture principale.

## Description
(14679) Susanreed est un astéroïde de la ceinture principale. Il fut découvert le 7 décembre 1999 à Socorro (Nouveau-Mexique) par le projet LINEAR. Il présente une orbite caractérisée par un demi-grand axe de 2,39 UA, une excentricité de 0,18 et une inclinaison de 1,8° par rapport à l'écliptique.

## Compléments